# Il signor Robinson, mostruosa storia d'amore e d'avventure
Il signor Robinson, mostruosa storia d'amore e d'avventure è un film del 1976 diretto da Sergio Corbucci.

## Trama
Roberto è tecnico d'alta moda benestante ma nevrotico: perfettamente integrato nella "giungla d'asfalto" consumistica, dopo aver subito un'operazione ad un'ulcera parte in crociera con la moglie Magda, una donna attivista e aggressiva. Una notte suona l'allarme a bordo, ma credendola un'ennesima e noiosissima esercitazione rimane a dormire; così al risveglio si ritrova solo e naufrago su un'isola deserta.
Tutt'altro che abbattuto ed assicuratosi il sostentamento, Roberto improvvisa con del materiale locale surrogati dei confort della vita moderna, come un sasso con una pagliuzza con cui mimare una radio a transistor, o una cornice di canne con la vista sul mare a guisa di schermo di cinema. Un giorno sopraggiunge in canoa un'avvenente e radiosa ragazza di colore mandata dalla sua gente di un'isola vicina, per conseguire un periodo di ritiro per il passaggio alla vita adulta.
La giovane diviene la dolce, remissiva e affascinante compagna che il naufrago ha sempre sognato e viene chiamata Venerdì, ma nonostante ciò il rapporto fra i due non viene consumato. Roberto attende paziente ma invano perché nel frattempo sopraggiunge il promesso sposo della ragazza, che porta i due nella loro isola. Le autorità concedono comunque, dopo una serie di prove in cui Roberto perde sempre, il matrimonio tra il protagonista e la giovane donna di colore.
Tuttavia l'unione viene celebrata ma mai consumata, perché l'usanza locale di congiungersi per la prima volta di fronte all'intera tribù turba il novello sposo. Il loro ultimo momento di intimità in cui sarebbero stati capaci di unirsi viene interrotto dal ritrovamento nella pancia di uno squalo della radio a transistor da polso che trasmette una partita di calcio ed una lattina di Coca Cola da lui perse nel naufragio. Per Roberto è il legame ritrovato con il suo mondo.
La ragazza si sente ignorata e gli pone delle condizioni, o lei o la civiltà, ma alla vista di una barca giunta in suo soccorso l'uomo non esita a partire, così la giovane lo congeda con brutte parole dicendo che lei è nera e lui un "curuboa" (stronzo in lingua locale). Salito sulla barca Roberto ha quasi un ripensamento e cerca di sfuggire ai richiami della civiltà tuffandosi in mare ma, individuato dalla legittima consorte, viene letteralmente "preso alla rete" e ricondotto a forza nel mondo occidentale. La "mostruosa" storia d'amore e avventure del "fantozziano" Robinson Crusoe finisce in una totale disfatta.

## Produzione

### Cast
Paolo Villaggio interpreta il protagonista vestendo i panni dello sventurato "Robinson" mentre a Zeudi Araya è affidata la parte della bella ed esotica Venerdì.

### Riprese
Le riprese del film sono avvenute in Sardegna, nel Golfo di Orosei, e più precisamente nelle spiagge di Cala Luna (Dorgali e Baunei) e di Cala Sisine (Baunei), Cala Ginepro, (Orosei) e Cala Fuili (Dorgali) e presso le sorgenti di Su Gologone (Oliena).

## Distribuzione
Il film è stato distribuito nelle sale cinematografiche italiane il 23 dicembre 1976.

## Accoglienza

### Incassi
Si è classificato al 17º posto tra i primi 100 film di maggior incasso della stagione cinematografica italiana 1976-1977.

### Critica
In un articolo dell'epoca apparso sul quotidiano Stampa Sera si legge: "Qualche spunto di satira del costume non manca, come s'intuisce: bisognerebbe che Sergio Corbucci dietro la cinepresa e Villaggio davanti non pensassero solo alle boccacce e ai lazzi".